# Antonio Ormanni
Antonio Ormanni (* 27. Dezember 1457 in Siena; † 1519 ebenda) auch Antonio di Giacomo Ormanni, war ein in Siena bekannter Handwerker, der für die Qualität seiner Arbeit bekannt und geschätzt war. Die Ormanni haben in Siena Bronze, Kupfer und Eisen bearbeitet und waren ausgebildete Kupferschmiede.

## Leben
In den Jahren 1493, 1504 und 1516 goss er für die Republik Geschütze verschiedener Kaliber.
1489 goss er, zusammen mit einem Gitter zur Durchsicht in die Unterkirche im Dom von Siena, zwei Engelsfiguren für den Hochaltar der Kathedrale.
Seine bekannteste Arbeit sind die zwei Bronzetüren für den Eingang zur Piccolomini-Bibliothek. Er soll 1512 auch die Türen der Kirche San Paolo entworfen haben (heute zerstört) sowie die Türen zur Loggia della Mercanzia.
Ebenso hatte Antonio ein bronzenes Tor zur Bichi-Kapelle in Sant’Agostino gegossen,
das bei der Modernisierung dieser Kirche verloren ging.
Zahlreiche Bildhauer (Giacomo Cozzarelli, Carlo Galetti u. a.) lernten von ihm die Kunst des Gießens. Sein Sohn Andrea war ebenfalls Bildhauer.
Antonio starb um das Jahr 1519 und hinterließ seine Frau Sibilla di Francesco Casini und vier Söhne.

## Anhang
1. ↑  Redtenbacher, S. 485, 491
2. ↑  Hass, Winterfeld, S. 164, 170, 179
3. ↑  Kultur und Kunst der Renaissance in Italien S. 774. Abgerufen am 7. Januar 2019.

| Personendaten    | Personendaten                                    |
| ---------------- | ------------------------------------------------ |
| NAME             | Ormanni, Antonio                                 |
| ALTERNATIVNAMEN  | Ormanni, Antonio di Giacomo (vollständiger Name) |
| KURZBESCHREIBUNG | italienischer Kupferschmied und Metallgieser     |
| GEBURTSDATUM     | 27. Dezember 1457                                |
| GEBURTSORT       | Siena                                            |
| STERBEDATUM      | 1519                                             |
| STERBEORT        | Siena                                            |